# رودني بورغس
رودني بورغس (بالإنجليزية: Rodney Burgess)‏ هو لاعب كرة قدم أمريكية أمريكي، ولد في 27 نوفمبر 1984 في إيرمو في الولايات المتحدة.